# Черминяно
Черминя̀но (на италиански: Dicomano, на местен диалект Cirmignanë, Чирминянъ) е село и община в Южна Италия, провинция Терамо, регион Абруцо. Разположено е на 563 m надморска височина. Населението на общината е 1794 души (към 2010 г.).